# Đội tuyển bóng đá bãi biển quốc gia Iraq
Đội tuyển bóng đá bãi biển quốc gia Iraq đại diện Iraq ở các giải thi đấu bóng đá bãi biển quốc tế và được điều hành bởi Hiệp hội bóng đá Iraq, cơ quan quản lý bóng đá ở Iraq.

## Đội hình hiện tại
Chính xác tính đến tháng 3 năm 2011

Ghi chú: Quốc kỳ chỉ đội tuyển quốc gia được xác định rõ trong điều lệ tư cách FIFA. Các cầu thủ có thể giữ hơn một quốc tịch ngoài FIFA.
| Số | VT | Quốc gia | Cầu thủ            |
| -- | -- | -------- | ------------------ |
| —  | TM |          | Husham Jaaz        |
| —  | HV |          | Hussein Hussein    |
| —  | HV |          | Karrar Taeem       |
| —  | TĐ |          | Raed Abdulnabi     |
| —  | HV |          | Dheyauldeen Dheyab |
| —  | TĐ |          | Morteza Jasim      |

| Số | VT | Quốc gia | Cầu thủ           |
| -- | -- | -------- | ----------------- |
| —  | TĐ |          | Sadeq Shhet       |
| —  | TĐ |          | Ahmad Hamad       |
| —  | HV |          | Muthanna Abdullah |
| —  | HV |          | Mushtaq Mohammed  |
| —  | TĐ |          | Karrar Saber      |
| —  | TM |          | Ali Tawfeeq       |

Huấn luyện viên: Fallah Zaboon

## Thành tích
- Thành tích tốt nhất tại Vòng loại giải vô địch bóng đá bãi biển thế giới khu vực châu Á: Ninth place
  - 2011